# Arachnis
Arachnis, viết tắt là Arach trong thương mại làm vườn, là một chi trong ho Phong lan, gồm hơn 20 loài phân bố ở Đông Nam Á, Indonesia, Philippines, New Guinea, và quần đảo Solomon.

## Danh sách các loài
- Arachnis annamensis
- Arachnis batizocoi
- Arachnis batizogaea
- Arachnis beccarii
  - Arachnis beccarii var. imthurnii
- Arachnis breviscapa
- Arachnis calcarata
  - Arachnis calcarata ssp. longisepala
- Arachnis canniformis
- Arachnis cathcarthii
- Arachnis celebica
- Arachnis clarkei
- Arachnis evrardii
- Arachnis grandisepala
- Arachnis hookeriana
- Arachnis imthurnii
- Arachnis limax
- Arachnis longicaulis
- Arachnis longisepala
- Arachnis lyonii
- Arachnis maingayi
- Arachnis muelleri
- Arachnis philippinensis
- Arachnis siamensis
- Arachnis vanmullemii

## Hình ảnh

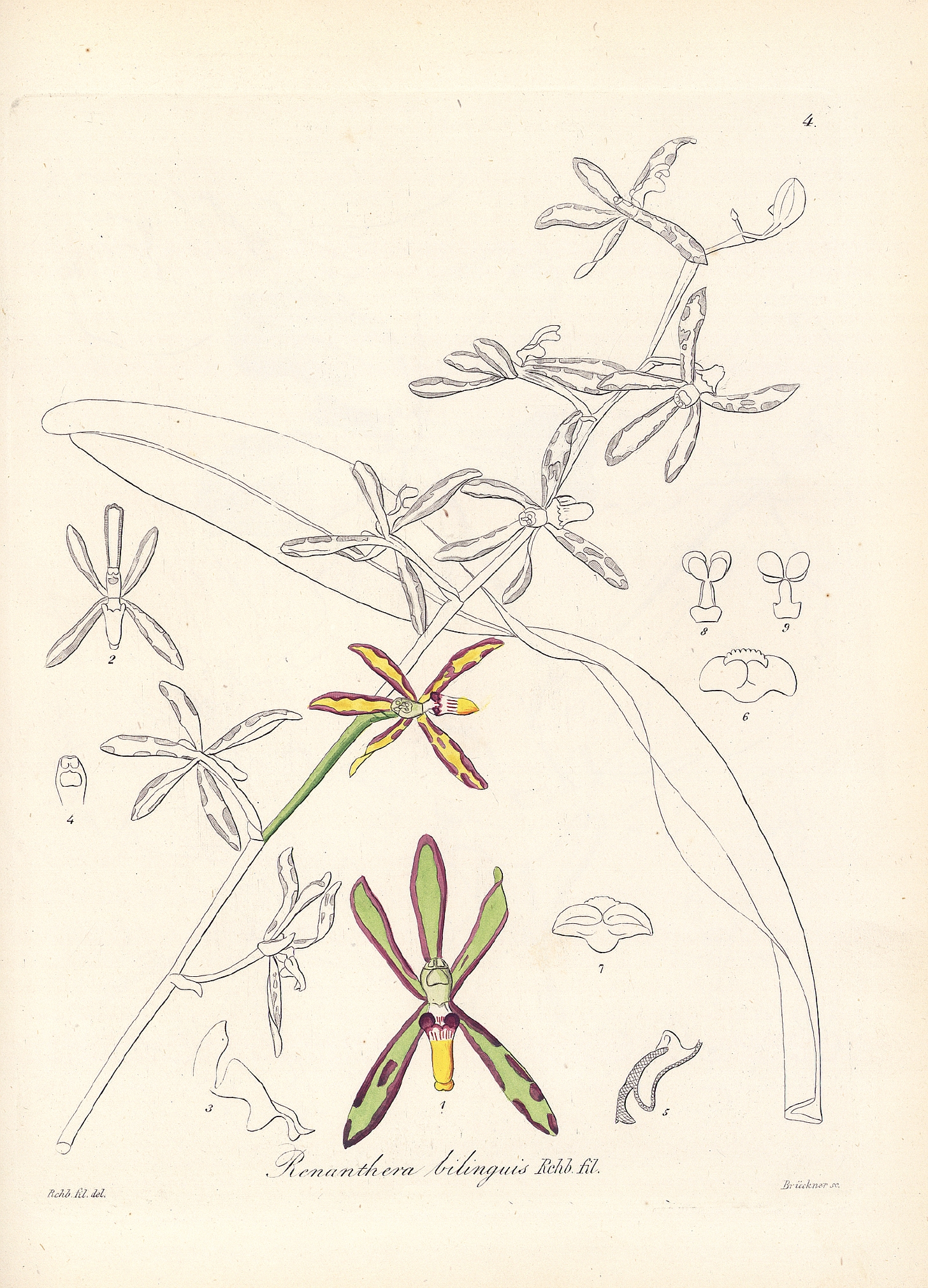
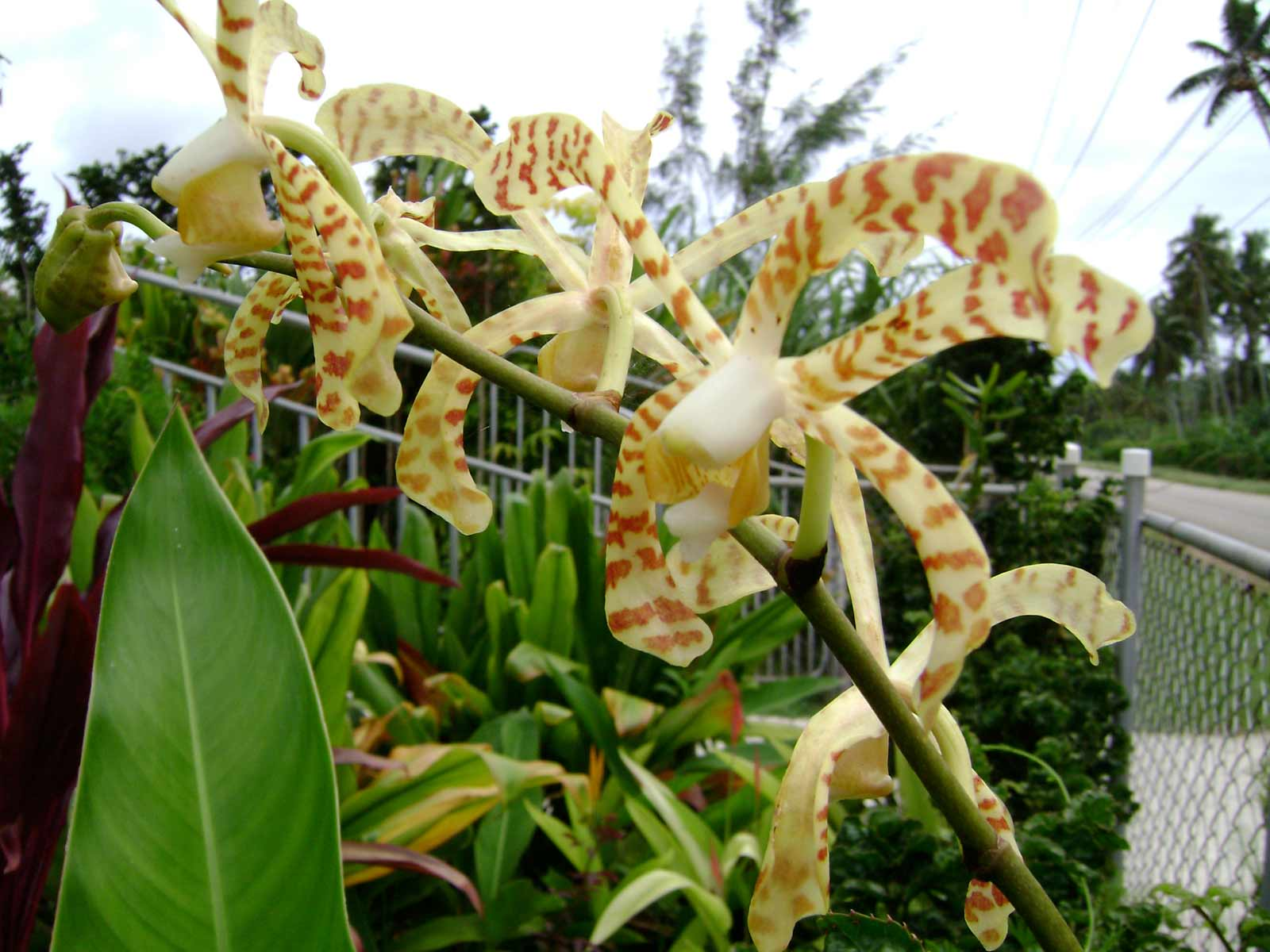